# Theodora Richards
Theodora Dupree Richards (New York, 18 maart 1985) is een Amerikaans model en kunstenares. Ze is de oudste dochter van Rolling Stones-gitarist Keith Richards en Patti Hansen.

## Carrière
Op haar zestiende werden Richards, haar zus Alexandra Richards en Elizabeth Jagger (dochter van Mick Jagger) gevraagd om model te staan voor een Tommy Hilfiger-campagne. Ze was gastredacteur voor een nummer van L'Officiel. In 2006 stond Richards model voor het in Nieuw-Zeeland gevestigde label Karen Walker. Medio 2006 verscheen ze op de omslag van Lucire, gefotografeerd door Barry Hollywood. In 2011 verscheen ze samen met haar moeder en zus op de omslag van Town & Country.
Ze illustreerde het in 2014 uitgekomen kinderboek Gus & Me, geschreven door haar vader.
Richards heeft een maandelijks radioprogramma op Sirius XM getiteld Off the Cuff.

## Persoonlijk
Richards woont in New York.
- Bibsys: 14052876
- Biblioteca Nacional de España: XX5486298
- Bibliothèque nationale de France: cb16927560w (data)
- Catàleg d'autoritats de noms i títols de Catalunya: 981058516891306706
- Gemeinsame Normdatei: 1059385287
- International Standard Name Identifier: 0000 0004 3699 8941
- Library of Congress Control Number: no2014114969
- Bibliotheek van het Japanse parlement: 001181742
- Nationale Bibliotheek van Tsjechië: xx0191330
- Nederlandse Thesaurus van Auteursnamen: 387129472
- Virtual International Authority File: 310665663
- WorldCat: E39PBJhd9q999GmGgBHyygWYyd